# Scaptesyle bicolor
Scaptesyle bicolor är en fjärilsart som beskrevs av Walker 1864. Scaptesyle bicolor ingår i släktet Scaptesyle och familjen björnspinnare. Inga underarter finns listade.